# Toni Jurascheck
Toni Jurascheck (* 6. November 1986 in Nordhausen) war ein deutscher Fußballspieler. Er spielte zuletzt für den FC Union Mühlhausen.

## Karriere als Spieler
Jurascheck spielte in der Jugend für den SV Germania Heringen und den FC Carl Zeiss Jena.
Im Jahr 2005 rückte er in die erste Mannschaft von Carl Zeiss Jena auf, für die er in der Regionalliga-Saison 2005/06 drei Spiele bestritt.
In der Saison 2006/07 war er vor allem in der Oberliga-Mannschaft aktiv. Im Profiteam kam er am 15. Dezember 2006 zu seinem ersten und bisher einzigen Zweitligaeinsatz bei der 0:2-Heimniederlage des FCC gegen den FC Augsburg.
In der Saison 2007/08 spielte er für den Halleschen FC, in der Saison 2008/09 für den SSV Markranstädt. In der Saison 2009/10 stand er bei RB Leipzig, der das Oberliga-Startrecht des SSV Markranstädt übernahm, unter Vertrag.
Ab der Saison 2010/11 spielte er bei FC Rot-Weiß Erfurt, wo er zumeist in der U23 zum Einsatz kam.
Im Juli 2012 wechselte Jurascheck zum Oberliga-Aufsteiger Wacker Nordhausen. Mit den Nordthüringern schaffte er in der Saison 2012/13 als Meister den Durchmarsch in die Regionalliga Nordost.
Juraschecks nächste Station war in der Saison 2014/15 der FC Eisenach, bevor Jurascheck in der Saison 2015/16 zu FC Union Mühlhausen wechselte.

### Erfolge
- Aufstieg in die 2. Bundesliga mit dem FC Carl Zeiss Jena 2006